# Манюрова, Гюзель Тагировна
Гюзе́ль Таги́ровна Маню́рова (тат. Гүзәл Таһир кызы Манюрова; род. 24 января 1978, Саранск) — казахстанская спортсменка, до 2010 года выступавшая за Россию (вольная борьба). Заслуженный мастер спорта России, заслуженный мастер спорта Республики Казахстан, серебряный призёр Олимпийских игр в Афинах (2004), бронзовый призёр Олимпийских игр в Лондоне (2012), серебряный призёр Олимпийских игр в Рио-де-Жанейро (2016).
Выступая на постолимпийском чемпионате мира 2012 года, Гюзель являлась одновременно и действующей спортсменкой-участницей соревнований, и главным тренером женской сборной Казахстана. Как спортсменка Манюрова выиграла серебряную медаль, а сборная Казахстана в общем зачёте заняла пятое место среди 27 стран-участниц.

## Биография
Родилась в Мордовии 24 января 1978 года в Саранске в семье выходцев из села Татарский Умыс Кочкуровского района. Первый тренер — В. Чупаков.
До 2002 года занималась айкидо, имеет 3-й дан айкидо Айкикай.
Вольной борьбой начинала заниматься в 23 года под руководством тренера А. Колыванова в 2002 году. В 2004 году стала победительницей чемпионата Европы по вольной борьбе и серебряным призёром Олимпиады в Афинах. В 2005 и 2007 годах одержала победы на чемпионате России.
На Олимпиаду 2008 года спортсменка не попала: место в олимпийской команде завоевала Елена Перепёлкина (чемпионка России 2008 года) в результате победы в контрольной схватке, которая состоялась 4 июля 2008 года в Чехове. Перепёлкина проиграла в Пекине в 1/8 финала японке Хамагути 1:3.
В 2010 году Манюрова сменила гражданство и начала выступать за Казахстан. После этого выиграла подряд три чемпионата Азии (2010—2012). На чемпионате мира 2011 года в Стамбуле заняла пятое место и получила право выступать на Олимпийских играх 2012 года в Лондоне. На лондонской Олимпиаде выиграла бронзовую медаль.
В 2016 году выиграла серебряную медаль на Олимпиаде в Рио-де-Жанейро.
В Саранске проводится турнир по вольной борьбе на призы Гюзель Манюровой.
С февраля 2018 по октябрь 2021 года — вице-президент Федерации борьбы Казахстана.

## Награды
- Орден «Парасат».
- Орден «Курмет».
- Медаль «За вклад в развитие международного сотрудничества» (МВД РК).
- Почётный знак «За заслуги в развитии физической культуры, спорта и туризма» (19 мая 2016 года, Межпарламентская ассамблея СНГ) — за значительный вклад в развитие физической культуры, спорта и туризма в государствах — участниках Содружества Независимых Государств, реализацию идей сотрудничества в сфере физической культуры, спорта и туризма[7].

## Личная жизнь
25 сентября 2020 года родила двойню.